# Francesco Mosca
Francesco Mosca (Florencia, c. 1531 - Pisa, 28 de septiembre de 1578) fue un escultor italiano del renacimiento, también conocido como Il Moschino para distinguirlo de su padre Simone Mosca, del que fue alumno y colaborador y al que sucedió en la obra de la Catedral de Orvieto. También trabajó en la Catedral de Pisa.
Su estilo se caracterizó por una lucha contra el clasicismo, en la estela de Baccio Bandinelli y Bartolomeo Ammannati.

## Formación
Prácticamente creció con el cincel en la mano y fue especialmente dotado en el trabajo con la piedra, elaboró desde su adolescencia con su padre Simone Mosca, en la ejecución de las obras de la Catedral de Orvieto en 1546. Vasari lo llama quinceañero cuando bajo la dirección de su padre realizó los «ángeles entre los pilares que sostienen la inscripción, etc..».

### Orvieto
Cuando su padre Simone murió en abril de 1554, mientras estaba realizando obras en la Catedral de Orvieto, Francesco Mosca fue designado como su sucesor, pero prefirió dejar esta tarea a Raffaello di Monte Lupo y viajar a Roma.

### Roma
En Roma esculpió para «messer Ruberto Strozzi», un grupo escultórico de mármol de Marte y Venus, ahora más conocido como Atalanta y Meleagro y conservado en el Museo Nelson-Atkins en Kansas City (Misuri). Tras haber realizado el grupo de Diana en el baño con las ninfas que convierte Acteón en ciervo, obra que firmó como «Opus Francisci Moschini Florentini», actualmente en el Museo Bargello, volvió a Florencia, y donó esta obra al duque Cosimo I de Medici quien apreció mucho eso y le encargó obras para la Catedral de Pisa.
En 1565, en la boda de Francisco I de Médici y Juana de Habsburgo-Jagellón, tomó parte en la preparación del equipo en honor de los esposos, quedando el Gran Duque muy satisfecho.

### En Pisa
En la catedral de Pisa, Francesco Mosca, ejecutó las esculturas de la Capilla del Sacramento, entonces llamado de La Anunciación, construida por Stagio da Pietrasanta y en 1563 se le dio el encargo para la capilla que de la Coronada, dedicada a San Rainiero, pero no pudo terminar a causa de su fallecimiento el 28 de septiembre de 1578 a la edad de 47 años. Dichos trabajos fueron terminados por Stoldo Lorenzi en 1583.